# Mezraa-Teleilat
Koordinaten: 36° 58′ 39″ N, 37° 59′ 10,5″ O

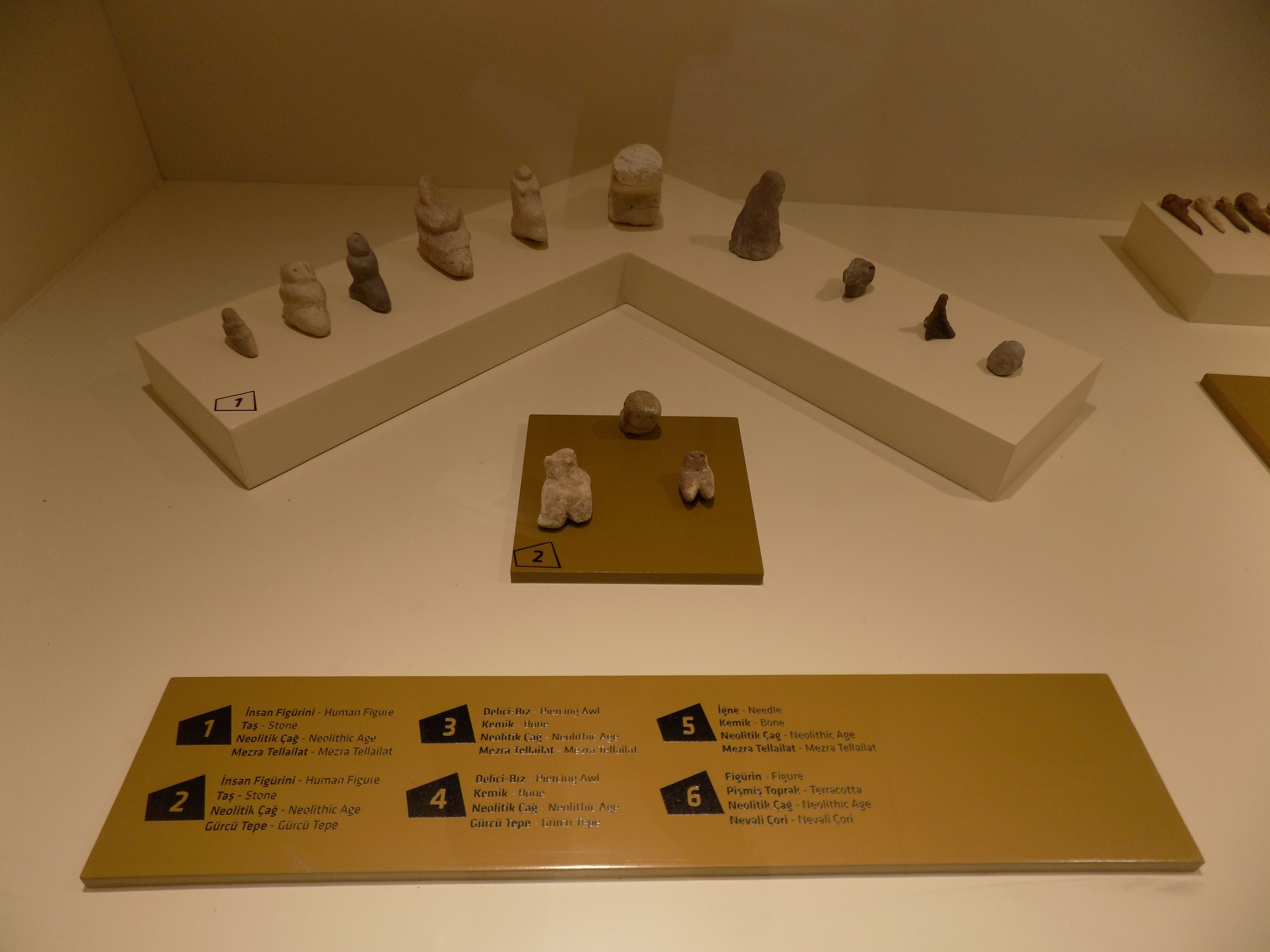
Neolithische Steinfiguren aus Mezraa-Teleilat

Mezraa-Teleilat ist ein flacher Tell am linken, östlichen Euphratufer südlich von Mezra im Landkreis Birecik der türkischen Provinz Şanlıurfa. Auf dem rund 350 × 150 Meter umfassenden Hügel wurden bei Ausgrabungen zwischen 1999 und 2004 Siedlungsspuren entdeckt, die vom PPNB bis zum Chalkolithikum reichen. Dabei dokumentiert dieser Fundort auch den Übergang vom Akeramikum zum keramischen Neolithikum, was ihn aus der Vielzahl altorientalischer Fundorte heraushebt. Aufgrund von DNA-Analysen wird zudem vermutet, dass in der Region um diesen Fundort die Domestikation von Rindern begonnen hat.
Der Übergang vom Akeramikum zum keramischen Neolithikum ist durch einen massiven Wandel des Siedlungsbildes markiert. Zellplanbauten aus Stampflehm wurden durch runde Hütten ersetzt, die aus Zweigen bzw. Schilf hergestellt waren. Zumindest ein Teil der jüngeren Siedlung war zudem von einer etwa 3 Meter hohen Stadtmauer geschützt, vor der ein Graben existierte. Aus dieser Siedlungsphase stammen auch eine große Anzahl von Figurinen aus Kalkstein.
In der folgenden Phase entstanden mehrere große Korridorhäuser mit rechteckigem Grundriss und Steinfundamenten. Generell scheint dieser Siedlungsphase eine Raumplanung zugrunde zu liegen. Die nächste Phase enthielt einige Funde der Hassuna-Kultur sowie die aus dem Mittelmeerraum bekannte sog. Impresso-Keramik, wobei ganze Gebäudekomplexe mit einer komplizierten Raumunterteilung entstanden, zwischen denen Gassen frei blieben. Bevor die Siedlung aufgegeben wurde, kam ein an die Halaf-Kultur erinnernder Verzierungsstil in Gebrauch.
Nach einem etwa 2000-jährigen Hiatus war der Tell von der frühen Eisenzeit bis in die achämenidische Zeit erneut besiedelt. Die Eisenzeitliche Besiedlung ist durch eine monumentale Anlage charakterisiert, bei der es sich möglicherweise um ein administratives Zentrum handelt. Die Besiedlung ist in drei Phasen zu unterteilen: Die Frühe Eisenzeit, die Neubabylonische Zeit und die Achämenidische Zeit.